# Epidendrum garciae
Epidendrum garciae är en orkidéart som beskrevs av Guido Frederico João Pabst. Epidendrum garciae ingår i släktet Epidendrum och familjen orkidéer. Inga underarter finns listade i Catalogue of Life.